# Sociedade Brasileira de Biosofia
A Sociedade Brasileira de Biosofia foi fundada em 29 de janeiro de 1966, e pode ser definida como uma associação sem fins lucrativos de caráter científico, educacional e cultural. Essa associação surgiu a partir do interesse de psicólogos e psiquiatras que compunham um grupo de estudos do Instituto de Psicologia Aplicada de Minas Gerais (IPAMIG) voltado para a Psicoterapia de grupo, e teve como primeiro presidente Halley Alves Bessa. Seu objetivo é o de promover o contato, a formação e o aperfeiçoamento dos especialistas em Psicoterapia de Grupo em todas as suas modalidades e formas. 
A Sociedade Brasileira de Biosofia passou por diversas transformações ao longo de sua história, dentre elas mudanças de nome em função de alterações na orientação teórica dos seus participantes. Sua nomenclatura atual se deve à influência de Frederick Kettner, sendo que, anteriormente, a associação havia recebido os seguintes títulos: “Sociedade de Psicoterapia de Grupo”; “Sociedade de Psicoterapia e Dinâmica de Grupo de Minas Gerais” e “Sociedade Brasileira de Psicologia da Comunicação”. 
Sediada em Belo Horizonte, atualmente a Sociedade Brasileira de Biosofia trabalha com temáticas voltadas à melhoria da qualidade de vida tanto de estudantes e profissionais das áreas psi quanto de instituições, por meio de palestras, cursos e workshops.